# Nemzetek Európája
A Nemzetek Európája (angolul: Europe of Nations, franciául: Groupe pour l'Europe des nations) egy euroszkeptikus politikai csoport volt az Európai Parlamentben 1994 és 1996 között.

## Története
A Nemzetek Európája képviselőcsoportot 1994. július 19-én hozták létre 19 képviselővel. Ez volt az első euroszkeptikus csoport az Európai Parlament történetében. 1996. december 20-án Függetlenek a Nemzetek Európájáért névre változtatták a csoport megnevezését. Az 1999-es európai parlamenti választásokat követően 1999. július 20-tól az euroszkeptikus csoport Demokráciák és Sokféleségek Európája néven volt jelen az Európai Parlamentben. 

## Tagok

### 4. Európai Parlament (1994–1996)
| Ország        | Párt                                                | Ideológia                                 | Képviselők száma |
| ------------- | --------------------------------------------------- | ----------------------------------------- | ---------------- |
| Franciaország | Mozgalom Franciaországért                           | konzervativizmus szociálkonzervativizmus  | 13 / 87          |
| Dánia         | EU ellenes Népi Mozgalom                            | euroszkepticizmus                         | 2 / 16           |
| Dánia         | Június Mozgalom                                     | euroszkepticizmus                         | 2 / 16           |
| Hollandia     | Református Politikai Párt–Református Politikai Liga | szociálkonzervativizmus euroszkepticizmus | 2 / 31           |
| Európai Unió  | Összesen                                            | Összesen                                  | 19 / 567         |

A Függetlenek a Nemzetek Európájáért képviselőcsoport összetétele 1998. december 14-én:
| Ország             | Párt                                                | Ideológia                                 | Képviselők száma |
| ------------------ | --------------------------------------------------- | ----------------------------------------- | ---------------- |
| Franciaország      | Mozgalom Franciaországért                           | konzervativizmus szociálkonzervativizmus  | 8 / 87           |
| Dánia              | EU ellenes Népi Mozgalom                            | euroszkepticizmus                         | 2 / 16           |
| Dánia              | Június Mozgalom                                     | euroszkepticizmus                         | 2 / 16           |
| Hollandia          | Református Politikai Párt–Református Politikai Liga | szociálkonzervativizmus euroszkepticizmus | 2 / 31           |
| Egyesült Királyság | Ulsteri Unionista Párt                              | konzervativizmus                          | 1 / 87           |
| Európai Unió       | Összesen                                            | Összesen                                  | 15 / 567         |